# Torneo Clausura 2025 Tercera División (Guatemala)
El Torneo Clausura 2025 es el torneo que de finalización a la temporada 2024−25 de la Tercera División de Guatemala, cuarta categoría del sistema guatemalteco de fútbol.

## Sistema de competición
El torneo se divide en dos fases, disputadas dos veces durante la temporada durante cada torneo (apertura y clausura):
Fase de clasificación: Partidos jugados durante equipos en cada uno de los 13 grupos participantes.
Fase final: Rondas a eliminación directa que definen a los campeones de cada torneo y a los clasificados a las series de ascenso.

### Fase de clasificación
Los 84 equipos participantes jugarán una ronda clasificatoria de todos contra todos en visita recíproca. La cantidad de puntos variará en cada uno de los 13 grupos (de 10 hasta 14 partidos en un máximo de 14 fechas). Se utiliza un sistema de puntos, que se presenta así:
- Por victoria, se obtendrán 3 puntos.
- Por empate, se obtendrá 1 punto.
- Por derrota no se obtendrán puntos.

Al finalizar las jornadas, la tabla se ordenará con base en los clubes que hayan obtenido la mayoría de puntos, en caso de empates, se toman los siguientes criterios:
1. Puntos
2. Puntos obtenidos entre los equipos empatados
3. Diferencial de goles
4. Goles anotados
5. Goles anotados en condición visitante.

### Fase final
Al término de la fase de clasificación, los equipos se acomodan en una tabla porcentual de acuerdo a la cantidad de puntos que acumularon con respecto a la cantidad de puntos que estos podían acumular (esto debido a que no todos los grupos poseen la misma cantidad de equipos). Finalmente, clasifican a dieciseisavos de final:
- Los 16 mejores equipos de la zona norte con mejor porcentaje de puntos acumulados.
- Los 16 mejores equipos de la zona sur con mejor porcentaje de puntos acumulados.

## Equipos participantes
| Grupo 1                          | Grupo 1                  | Grupo 2                            | Grupo 2             |
| Equipo                           | Ciudad                   | Equipo                             | Ciudad              |
| -------------------------------- | ------------------------ | ---------------------------------- | ------------------- |
| Ojetecos FC                      | TBA                      | Deportivo Juventud Tiquisatense    | Tiquisate           |
| Los Cafetaleros del Tumbador     | TBA                      | Escuintla FC                       |                     |
| FC Ocos Liceo Ayutleco           | TBA                      | Deportivo Patulul                  | Patulul             |
| Deportivo San Rafael 1211 FC     | TBA                      | C.F. Toros de Taxisco              | Taxisco             |
| San Lorenzo Jogofoot             | TBA                      | Efut FC, FC. S.A.                  |                     |
| Club de futbol Malacas           | TBA                      |                                    |                     |
| CSD San Pablo                    | TBA                      |                                    |                     |
| Grupo 3                          | Grupo 3                  | Grupo 4                            | Grupo 4             |
| Equipo                           | Ciudad                   | Equipo                             | Ciudad              |
| Dep. Santa Catarina Pinula       | Santa Catarina Pinula    | Global Soccer Academy              |                     |
| Club Deportivo Cerinal FC        |                          | AS Club Guatemala                  |                     |
| FC IMARK S.R.                    |                          | CD AFF Guatemala                   |                     |
| C.F. Santa Rosa de Lima          | Santa Rosa de Lima       | Petapeños San Miguel               | San Miguel Petapa   |
| Futeca FC                        | Ciudad de Guatemala      | La Academia                        |                     |
| C.F. Batallón Canales            |                          | Boca del Monte                     | Villa Canales       |
| Grupo 5                          | Grupo 5                  | Grupo 6                            | Grupo 6             |
| Equipo                           | Ciudad                   | Equipo                             | Ciudad              |
| CSD Milpas Altas                 | Santa Lucía Milpas Altas | Aurora FC                          | Ciudad de Guatemala |
| ADM San Lucas                    | San Lucas Sacatepéquez   | CF Ayampuc                         |                     |
| D Fleitas Jireh (Retirado)       |                          | Estudiantes de Guatemala           | Ciudad de Guatemala |
| CF El Tejar                      | El Tejar                 | Champ's Academy Guatemala          | Ciudad de Guatemala |
| Acatenango FC                    | Acatenango               | C. F. Santa Lucia Chinautla        | Chinautla           |
| CSD Sanjuaneros                  | San Juan Sacatepéquez    | Agua Caliente                      |                     |
| Deportivo Mixco B                | Mixco                    | C.F. Unión Deportiva Asunción      |                     |
| San Martín FC                    | San Martín Jilotepeque   | Palencia FC                        | Palencia            |
| Grupo 7                          | Grupo 7                  | Grupo 8                            | Grupo 8             |
| Equipo                           | Ciudad                   | Equipo                             | Ciudad              |
| CF Jalpatagua                    | Jalpatagua               | Juventud Cachacera FC              |                     |
| San Pedro Pinula                 | San Pedro Pinula         | Rio Hondo EMFUT                    | Rio Hondo           |
| FC Jalapanecos                   | Jalapa                   | CD Cabañas                         |                     |
| Deportivo Catocha                | Santa Catarina Mita      | Juventud Esquipulteca              | Esquipulas          |
| Monjas FC                        | Monjas                   | Nazarenos Santa Cruz               |                     |
| CF Oratoriense                   |                          | Juvenil Estanzuela                 | Estanzuela          |
| Remicheros FC Jalapa             |                          | CSD Atlas de Esquipulas            | Esquipulas          |
| Grupo 9                          | Grupo 9                  | Grupo 10                           | Grupo 10            |
| Equipo                           | Ciudad                   | Equipo                             | Ciudad              |
| Buenos Aires FC                  |                          | Juventud Cubulco FC                |                     |
| Deportivo Quirigua               |                          | Club Deportivo Danny Soccer Carchá |                     |
| C.F. Jocotán Furia Chortí        |                          | CF Salamá El Equipo del Pueblo     |                     |
| Club de Fútbol Heredia           | Morales                  | CSD San Cristobal                  |                     |
| F. C. Shell San Esteban          |                          | CD Real Chamelco                   |                     |
| CF Deportivo Real Amatense       |                          |                                    |                     |
| Grupo 11                         |                          |                                    |                     |
| Equipo                           | Equipo                   | Ciudad                             | Ciudad              |
| Poptun FC                        |                          |                                    |                     |
| Tigrillos FC                     |                          |                                    |                     |
| San Luis FC                      |                          |                                    |                     |
| C.F. Acafut                      |                          |                                    |                     |
| Club de Fútbol Playitas          |                          |                                    |                     |
| Club de Fútbol Deportivo Naranjo |                          |                                    |                     |